# 施特恩伯格宫

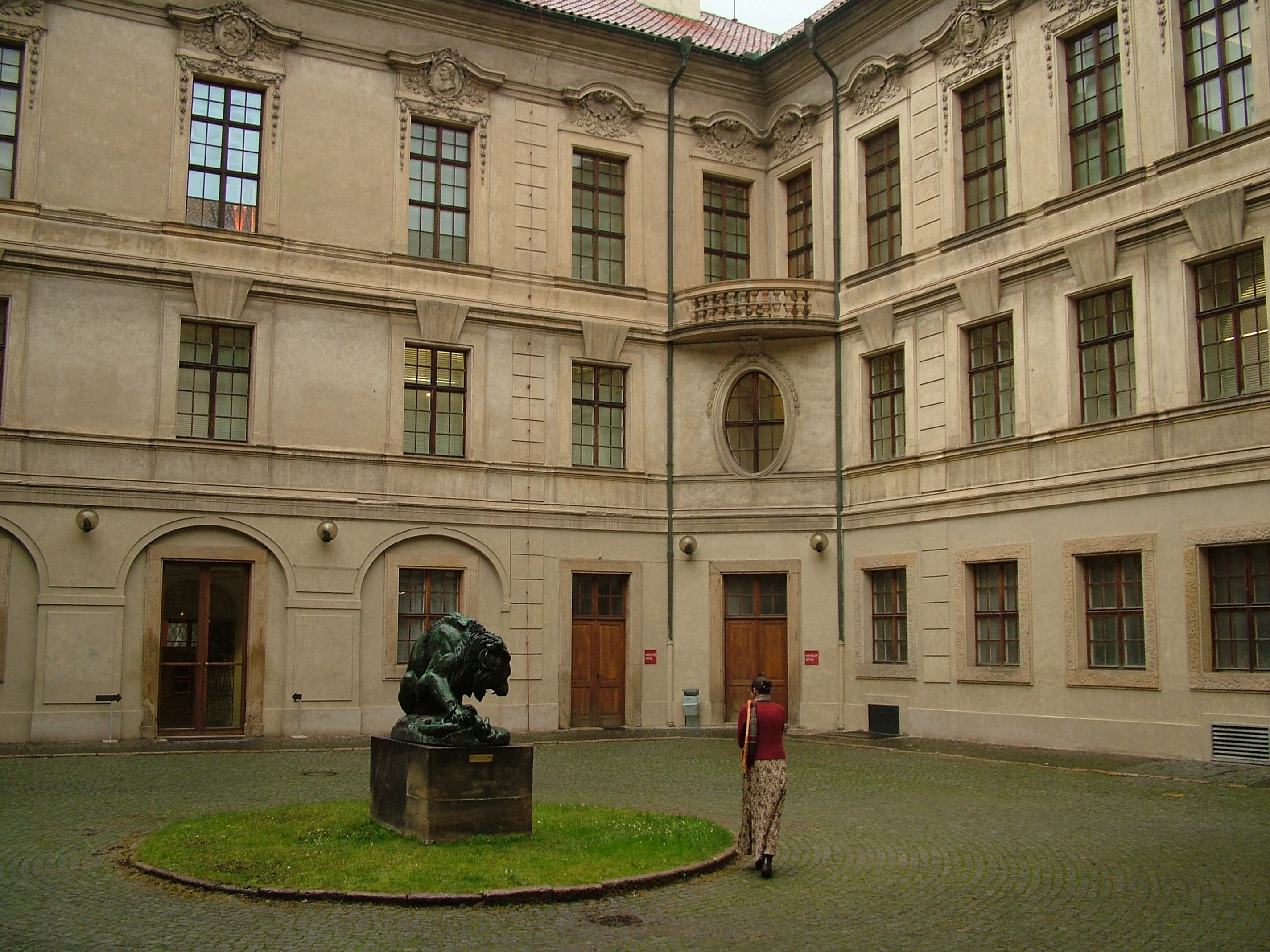
施特恩伯格宫的庭院

施特恩伯格宫（Šternberský palác）位于捷克首都布拉格的城堡广场，鹿护城河（Jelení příkop）畔，毗邻总主教宫（Arcibiskupský palác）。是捷克巴洛克世俗建筑最重要的作品。
今天的宫殿所在地，原为文艺复兴式的洛布科维奇宫。洛布科维奇（Lobkovicové）是鲁道夫二世的大管家。后来归属菲斯腾贝格（Fürstenberg）、 施瓦岑贝格（Schwarzenbergové），1890年归属施特恩伯格（Šternberků）伯爵。1698年开工建造新的宫殿。
建筑师的身份目前还不清楚。最有可能被接受的人是Giovanni Battista Alliprandi，但也不能排除是Jan Baptista Mathey。
工程完工于1707年，虽然没有完全实现原来的计划，但已成为捷克最重要的世俗巴洛克建筑。

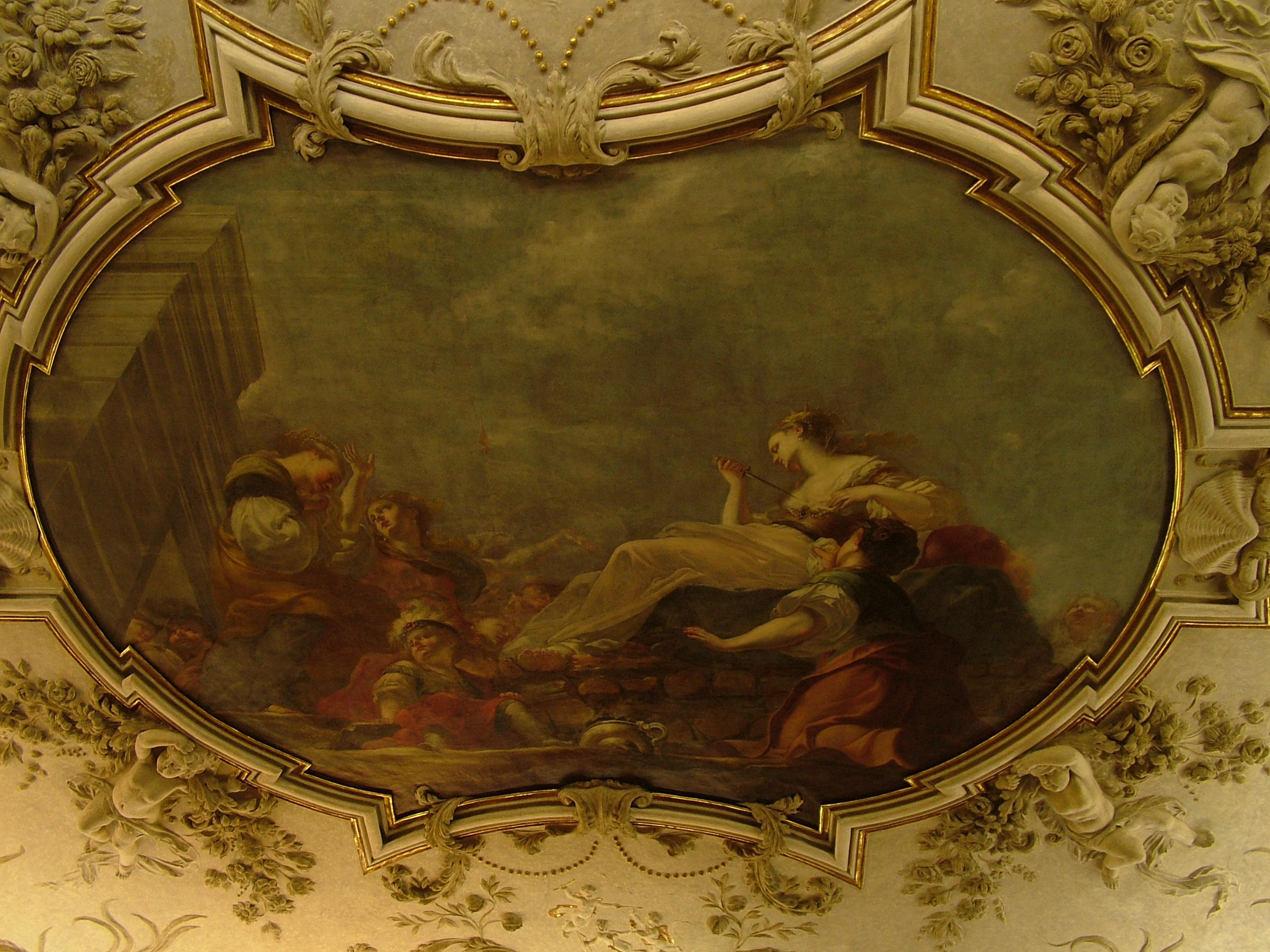

1811年，爱国的艺术之友协会（Společnost vlasteneckých přátel umění）购买了这座建筑，并在1835年 - 1842年增建了古典式的南翼，建筑师是扬·诺沃提尼。
1918年到1947年，此处归属军队所有，设有军事学校。1947年，改为国家美术馆。目前，此处为国家美术馆的欧洲绘画永久展区。